# فقط زمانی خوشحالم که می‌بارد
«فقط زمانی خوشحالم که می‌بارد» (به انگلیسی: Only Happy When It Rains) ترانه‌ای از گروه آلترنتیو راک گاربج و یکی از قطعات اولین آلبوم استودیویی آن‌ها است. این قطعه به‌خاطر شعر آن، که کنایه‌ای طنزآمیز به محتوای سرشار از اندوه و نگرانی آثار گرانج و آلترنتیو میانهٔ دههٔ ۹۰ دارد، شناخته شده‌است.
در بریتانیا ابتدا قرار بود «کوئیر» به عنوان تک‌آهنگ اصلی آلبوم منتشر شود اما در آخرین لحظه با «فقط زمانی خوشحالم که می‌بارد» جایگزین شد. این ترانه راه‌گشای موفقیت گاربج در بریتانیا بود و با نقدهای مثبت منقدان موسیقی و پشتیبانی جدی رادیو بی‌بی‌سی وان مواجه شد. «فقط زمانی خوشحالم که می‌بارد» در ایالات متحده هم با استقبال روبرو شد و در سال ۱۹۹۶، بیست هفته جزو پرفروش‌ترین تک‌آهنگهای آمریکا بود.

## ویدئو
ویدئوی «فقط زمانی خوشحالم که می‌بارد» با تصویر چند کودک که لباس‌های حیوانات را پوشیده و در یک دشت مشغول بازی هستند آغاز می‌شود. سپس اعضای گاربج در یک انبار متروکه نشان داده می‌شوند. در حالی‌که شرلی منسن مشغول آواز خواندن است، دیگر اعضای گروه، راش‌های فیلم، نوارهای ویدئویی و سازهای موسیقی را در برابر دوربین نابود می‌کنند. در چند سکانس هم منسون به تنهایی در حال اجرای ترانه در مقابل توالت‌های مخروبه دیده می‌شود. در پایان ویدئو در حالی‌که جمله‌های «فقط زمانی که می‌باره خوشحالم/بدبختی‌هاتو رو سرم بریز» تکرار می‌شوند، منسون به بچه‌ها در دشت می‌پیوندند.

## موقعیت در چارت‌های موسیقی
| چارت (۱۹۹۵–۱۹۹۶)                        | بالاترین جایگاه |
| --------------------------------------- | --------------- |
| استرالیا (ARIA)                         | ۸۰              |
| تک‌آهنگ‌های برتر کانادا (آرپی‌ام)          | ۷۹              |
| راک/آلترناتیو کانادا (آرپی‌ام)           | ۱۱              |
| ایسلند (ایسلنسکی لیستین)                | ۶               |
| هلند (۴۰ آهنگ برتر)                     | ۳۴              |
| هلند (۱۰۰ تک‌آهنگ برتر)                  | ۳۶              |
| نیوزیلند (ریکوردد میوزیک ان‌زد)          | ۳۸              |
| اسکاتلند (اوسی‌سی)                       | ۲۷              |
| تک‌آهنگ‌های بریتانیا (اوسی‌سی)             | ۲۹              |
| راک و متال بریتانیا (اوسی‌سی)            | ۲               |
| بیلبورد هات ۱۰۰ ایالات متحده            | ۵۵              |
| ایالات متحده تاپ ۱۰۰ مجلهٔ کَش‌باکس        | ۴۴              |
| ایرپلی آلترناتیو ایالات متحده (بیلبورد) | ۱۶              |